# Padinemti
Padinemti (fl. VIII secolo a.C.) è stato governatore della città di Asyūṭ durante la XXIV dinastia egizia.
Come in molti casi analoghi, nel periodo di anarchia che contraddistinse la seconda metà dell'VIII secolo a.C., anche Padinemti, pur essendo semplicemente un governatore (principe), si attribuì i privilegi e la titolatura reale.
| p | D46 | G8 |

| p | D46 | G8 |

| p | D46 | G8 |

| p | D46 | G8 |

p3 d  ՚nti - Padinemti
La nostra conoscenza su Padinemti deriva da un papiro funerario risalente alla XXV dinastia.